# Radio Killer
Radio Killer (Joy Ride) è un film del 2001 diretto da John Dahl.
Nel 2008 è stato realizzato un sequel intitolato Radio Killer 2 - Fine della corsa, mentre nel 2014 è uscito il terzo film della saga, dal titolo Radio Killer 3 - La corsa continua.

## Trama
Lewis Thomas decide di partire per un viaggio in auto con l'obiettivo di raggiungere Venna Wilcox, sua amica d'infanzia dalla quale è attratto. Durante il tragitto, la madre di Lewis riferisce a quest'ultimo che il fratello maggiore Fuller è stato arrestato. Lewis paga la cauzione del fratello e ricomincia il viaggio assieme a lui, il quale gli fa impiantare una radio CB. Da questa sentono le conversazioni di diversi camionisti, uno dei quali parla in maniera buffa e sconclusionata. Fuller incita così Lewis a fare una voce da donna, facendo uno scherzo al camionista il cui nickname è Chiodo Arrugginito. Tuttavia, Lewis non riesce a rivelare alla vittima dello scherzo di essere un uomo, dato che diverse interferenze fanno sì che la comunicazione tra i due cessi definitivamente. I due fratelli Thomas si fermano ad un motel, dove Fuller ha una breve discussione con Ronald Ellinghouse, un'altra persona che alloggia lì. Chiodo Arrugginito improvvisamente torna a farsi vivo, chiedendo insistentemente di parlare nuovamente con "Caramellina", il nickname inventato da Lewis durante la sua conversazione con voce femminile. A Fuller viene un'altra idea: far venire al motel il camionista con una bottiglia di champagne alla camera numero 17, la camera di Ellinghouse, per vedere cosa succede dall'adiacente camera 18, occupata dai due fratelli.
Lewis fornisce dunque tutti i dati a Chiodo Arrugginito, fingendo di nuovo di essere "Caramellina". Durante la nottata, i due attendono l'arrivo del camionista e, una volta arrivato ed entrato nella stanza 17, sentono dei rantoli e dei gemiti. La mattina seguente, la polizia li informa che a Ellinghouse sono state asportate le mascelle e che è stato ritrovato appeso ad un cavalcavia, anche se ancora vivo. I due fratelli ammettono tutto alla polizia per poi ripartire. Poco dopo, Chiodo Arrugginito chiama nuovamente e i due ammettono di avergli fatto uno scherzo, anche se non hanno intenzione di chiedere scusa. Il camionista fa però intendere di trovarsi dietro la loro macchina. Lewis e Fuller si fermano a fare benzina e un camionista scende da un furgone-frigorifero con una mazza da baseball. Dopo aver fatto benzina, ripartono in fretta e furia, inseguiti dal furgone-frigorifero. Arrivati ad un bivio, il conducente del veicolo scende e si avvicina all'auto dei due ragazzi: trattasi di Jones, un uomo che voleva semplicemente restituire la carta di credito che Lewis aveva per sbaglio lasciata sul bancone della benzinaia. Jones ritorna nel suo camion, ma i due fratelli non fanno in tempo a rilassarsi: un camion investe il furgone-frigorifero e insegue i due. Si rivela essere Chiodo Arrugginito, il quale mette in trappola i due fratelli, schiacciando lentamente la loro auto contro un albero.
Così facendo, Lewis e Fuller chiedono scusa e il camionista si dilegua. Dopo aver messo in riparazione l'auto e aver buttato in una strada la radio CB, Lewis e Fuller ripartono e passano a prendere Venna, facendo anche la conoscenza della sua compagna di stanza, Charlotte. I tre partono e Venna inizia a stabilire un solido rapporto con Lewis. Si fermano ad un motel, dove però è Fuller a corteggiare la ragazza mentre il fratello dorme. Lewis viene svegliato da una telefonata: è Chiodo Arrugginito e li sta spiando. I due fratelli costringono Venna a preparare tutte le valigie e i tre fuggono dal motel. Sui cartelli in autostrada sono state verniciate le scritte guardate nel bagagliaio, seguite dai nomi dei tre. Nel bagagliaio trovano la radio CB che avevano precedentemente gettato. La collegano nuovamente per sentire ciò che Chiodo Arrugginito ha da dire: ha catturato Charlotte e, per salvarla, i tre dovranno fare tutto ciò che il camionista ordina. La mattina seguente ai due fratelli viene detto di entrare in un autogrill completamente nudi; mentre sono all'interno, il camionista dice a Venna di trovarsi in serata in un campo di mais. I tre giungono nel campo, e poco dopo arriva il camion, ma Chiodo Arrugginito non rallenta: di conseguenza, i tre fuggono nel mais, inseguiti dall'enorme veicolo. Venna viene catturata e nell'auto di Lewis, che sta bruciando, viene lasciata una bottiglia di champagne.
Dalla radio CB, il camionista annuncia che porterà Venna in un motel non specificato della prossima città alla camera 17, e ordina ai due di essere lì entro la mezzanotte. Successivamente, l'auto esplode. Lewis e Fuller ne rubano una e giungono a Medford, una cittadina che si rivela essere piena di motel. Intanto, Chiodo Arrugginito sta legando Venna ad una sedia e ad un congegno: chiunque aprirà la porta farà partire un colpo di fucile dritto sulla faccia della giovane; il camionista, successivamente, chiama la polizia denunciando la presenza di cadaveri nel motel. I fratelli finalmente giungono nel posto esatto, ma la stanza 17 è vuota: l'uomo e Venna si trovano nella 18. Fuller decide di andare a vedere dal retro del motel, mentre Lewis tiene il camionista impegnato con il telefono della stanza; tuttavia, Fuller viene scoperto e ferito dal camionista.
Il fratello corre da lui per prestargli soccorso, ma al contempo giunge la polizia. Non devono aprire la porta, o Venna troverà la morte. Lewis dunque entra nella stanza e libera in tempo la ragazza, ma il fratello dall'esterno grida: il camionista si sta avvicinando con il suo veicolo ed è pronto ad investire Fuller. Gli agenti e Lewis escono per aiutare il giovane. Una raffica di proiettili viene sparata al camion che non rallenta e colpisce in pieno la stanza del motel. All'interno del veicolo è presente il cadavere del conducente e Charlotte, ancora viva. Lewis, Fuller e Venna si ricongiungono e un agente riferisce loro che il conducente si chiama Jones: è l'uomo del furgone-frigorifero, molto probabilmente anche lui rapito e bloccato al posto di guida da Chiodo Arrugginito, la cui voce proviene minacciosamente dalla radio CB di un'ambulanza. È ancora vivo ed è tornato nelle strade.

### Finale alternativo:Poliziotti improvvisati
Il finale originariamente previsto dalla sceneggiatura era questo: dopo ciò che è avvenuto dopo l'ingresso dei due fratelli nudi, sia loro che Venna vengono arrestati. Riescono a mettersi in contatto con il camionista dalla centrale, mentre degli agenti cercano di comprendere la locazione dell'uomo, per comprendere dove si trova. Durante il dialogo, si sente uno sparo: Chiodo Arrugginito si è suicidato. I tre, assieme a degli agenti, giungono nel luogo ed è presente un cadavere, oltre a Charlotte, ferita. Venna sale in un'ambulanza con l'amica, ma il veicolo viene seguito da un camion. Intanto, Fuller e Lewis vengono scortati da un agente, ma il fratello minore fa scendere l'agente dalla macchina e ruba la sua pistola, dopo aver scoperto che l'ambulanza di Venna e Charlotte ha avuto un incidente. Lewis e Fuller arrivano nel punto in cui l'ambulanza si è schiantata ma Venna non è presente. Con l'auto della polizia, i due trovano un camion sospetto e Fuller si veste da poliziotto, per interrogare il conducente, mentre Lewis entra di nascosto nel veicolo, dove trova Venna legata. Il camion è proprio di Chiodo Arrugginito, il quale investe l'auto del poliziotto e li insegue in un campo di mais adiacente. Fuller riesce a sparare al camion, dato che si trovava accanto a delle bombole di gas, che lo fanno esplodere. All'ospedale, Venna e Lewis si fidanzano ufficialmente, mentre Chiodo Arrugginito viene quasi salvato con una rianimazione da parte dei medici, ma non ce la fa. Il film termina con i tre che escono dall'ospedale.

### Finale alternativo:Lotta impari
La prima modifica apportata al finale della sceneggiatura fu questa: nel retro del motel, Lewis e Fuller lottano fisicamente con Chiodo Arrugginito. La polizia giunge nella zona e Fuller corre da loro per avvertirli di non aprire la porta della stanza 18, o Venna sarebbe morta. Lewis uccide il camionista facendo sì che venga schiacciato da una ruota del suo stesso camion, schiantatosi da poco. Riesce a liberare infine Venna. Non viene mostrato un possibile ritrovamento di Charlotte.

### Finale alternativo:La vendetta di Venna
È uguale al precedente finale, solo che quando la polizia apre la porta della 18 si sente uno sparo e Venna non è presente: è riuscita a liberarsi in tempo ed è uscita per sparare a Chiodo Arrugginito, il quale stava ancora lottando con Lewis. Dopo questo finale, l'ultimo scritto fu quello utilizzato nella versione finale.

## Titoli
In pochi stati in cui il film è stato distribuito è stato affidato al film un nome simile a quello originale (Joy Ride, che equivale a Viaggio di Piacere). Difatti, in Inghilterra è stato rinominato Roadkill (Omicidio stradale). In Spagna e in Israele, il titolo è traducibile in Mai giocare con gli sconosciuti, in Grecia si chiama Mai parlare agli sconosciuti, in Giappone Assassino stradale e in Messico Frequenza mortale.
Tra l'altro, il film ha avuto diversi titoli durante la sua produzione: Candy Cane (Caramellina, il nickname di Lewis mentre scherza con il camionista), Highway Horror (Orrore in autostrada), Deadly Frequency (Frequenza mortale) e Squelch (che sarebbe la manopola per silenziare i fruscii di fondo delle frequenze nella radio cb).

## Distribuzione
Il film è uscito in America il 21 ottobre del 2001, debuttando al quinto posto al botteghino. L'incasso mondiale ammonta a quasi 37 milioni di dollari sui 23 milioni usati per la produzione. In Italia è arrivato nelle sale cinematografiche il 13 giugno 2002.

## Critica
Il film ha ricevuto critiche sostanzialmente positive dalla critica e dal pubblico. Sull'aggregatore Rotten Tomatoes il film riceve il 74% delle recensioni professionali positive con un voto medio di 6,61 su 10 basato su 114  critiche, mentre su Metacritic ottiene un punteggio di 75 su 100 basato su 31 critiche.

## DVD
Il film è uscito in DVD grazie alla Medusa Film nel 2002. Il disco presenta i seguenti dati:
- Lingue audio: Italiano Dolby Digital 5.1, Inglese Dolby Digital 5.1 con sottotitoli in italiano secondo vincoli di distribuzione
- Menù interattivi e suddivisione in 16 scene
- Visione a schermo intero con formato 2.35:1
- Trailer cinematografico originale
- Trailer cinematografico italiano
- Speciale
- Backstage
- Due scene eliminate
- Tre finali alternativi + uno di essi a paragone con gli storyboard
- Interviste a Paul Walker, Steve Zahn, Leelee Sobieski, John Dahl
- Crediti dell'edizione in DVD e del film

## Sequel
Il film ha generato due sequel. Entrambi i suoi seguiti sono stati distribuiti direttamente in DVD:
- Radio Killer 2 - Fine della corsa (Joy Ride 2: Dead Ahead, 2008)
- Radio Killer 3 - La corsa continua (Joy Ride 3: Roadkill, 2014)